# 亨伯賽德郡
亨伯赛德郡（英語：Humberside，發音：/ˈhʌmbərsaɪd/；又譯漢伯賽德郡）曾是北英格蘭的一个非都会郡和名譽郡，存在於1974年4月1日至1996年4月1日間，共22年。該郡由亨伯河口的两岸组成，範圍包括東約克郡（正式名稱為约克郡东瑞丁）、約克郡西瑞丁和林賽地區的北部的領土。郡议会的总部位于贝弗利的郡政廳，继承自東瑞丁郡議會。其最大的定居点和唯一的城市是赫爾河畔京士頓。其他著名城镇包括古尔、贝弗利、斯肯索普、格里姆斯比、克利索普斯和布里德灵顿。该县从北端的沃爾德牛頓（現屬東約克郡）一路延伸至最南端的另一个沃爾德牛頓（現位於林肯郡）。
亨伯赛德郡的北、西部与北约克郡接壤，西南与南约克郡和諾丁漢郡接壤，南部与林肯郡接壤。東临北海。
1996年4月1日，亨伯賽德郡被废除，取而代之的是四个單一管理區，分別為北林肯郡、东北林肯郡、赫爾河畔京士頓和东约克郡。该名称继续作为地理术语使用，主要出现在媒体中，以及亨伯賽德郡警察和亨伯賽德郡消防救援服務等政府服務的名称中。这些机构没有改名的原因主要是因为成本過高。有提议将这支警察部队与约克郡的其他警察部队合并，然後相应更改所有警察（局）的名称。但这些提议后来被否决了。
亨伯企业区于2012年启动，旨在鼓励亨伯河口周围16个地点的工业发展。